# Планинско котенце
Планинско котенце (Pulsatilla montana) е многогодишно тревисто растение от семейство Лютикови (Ranunculaceae).

## Разпространение и местообитание
Видът е разпространен в Централна и Източна Европа. Вирее и в България на надморска височина до 700 метра. Среща се по пасища, сухи ливади и редки дъбови гори.

## Описание
Планинското котенце израства на височина от 15 до 45 cm. Цялата му повърхност е копринесто влакнеста. Приосновните листа 3 – 4 от тях са перести на дълги дръжки, а останалите 6 – 9 са с ланцетни дяла. Цветовете имат диаметър от 4 – 5 cm, звънчевидни, а на цвят са гълъбови, сини, синьовиолетови до тъмновиолетови. Растението цъфти от февруари до май. Плодът е множествено орехче и узрява от юни до юли.